# Leptasterias fisheri
Leptasterias fisheri is een zeester uit de familie Asteriidae.
De wetenschappelijke naam van de soort werd in 1929 gepubliceerd door Alexander Michailovitsch Djakonov.